# عكرش قصير
العكرش القصير او نجيل شيطاني (باللاتينية: Aeluropus lagopoides) نوع نباتي يتبع جنس العكرش من الفصيلة النجيلية.

## الموئل والانتشار
موطنه المشرق العربي ووادي النيل والمغرب العربي وتركيا والقوقاز وصقلية.